# 4789 Sprattia
4789 Sprattia (1987 UU2) là một tiểu hành tinh vành đai chính được phát hiện ngày 20 tháng 10 năm 1987 bởi Jeremy B. Tatum và David D. Balam ở Victoria, British Columbia.